# George S. Kaufman

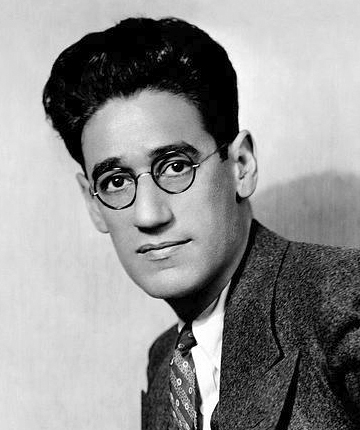
Kaufman rond 1915

George Simon Kaufman (16 november 1889 - 2 juni 1961) was een Amerikaanse toneelschrijver, regisseur en producer, humorist en toneelcriticus. Naast komedies en politieke satires schreef hij verscheidene musicals, met name voor The Marx Brothers. 
Een toneelstuk (You Can't Take It With You ,1937, met Moss Hart) en een musical (Of Thee I Sing, 1932, in samenwerking met Morrie Ryskind en Ira Gershwin) die hij schreef wonnen de Pulitzerprijs voor Drama Hij won ook de Tony Award als regisseur voor de musical Guys and Dolls.
- Bibsys: 90156972
- Biblioteca Nacional de España: XX973796
- Bibliothèque nationale de France: cb12478440v (data)
- Catàleg d'autoritats de noms i títols de Catalunya: 981058512058206706
- CiNii: DA05565152
- Gemeinsame Normdatei: 118776886
- International Standard Name Identifier: 0000 0001 1023 8045
- Library of Congress Control Number: n79063710
- Nationale Bibliotheek van Letland: 000249555
- Nationale Bibliotheek van Tsjechië: kup19940000047190
- Nationale bibliotheek van Australië: 36245533
- Nationale Bibliotheek van Israël: 987007280405605171
- Nationale Bibliotheek van Polen: a0000002846475
- Nederlandse Thesaurus van Auteursnamen: 069738092
- Réseau des bibliothèques de Suisse occidentale: 02-A003444954
- SNAC: w6sq8xnx
- Système universitaire de documentation: 027325938
- Trove: 1235951
- Virtual International Authority File: 32098387
- WorldCat: E39PBJk4ywFmTTPWTWpFXqTyh3